# Kymco Agility
Agility ist eine Serie von Motorrollern des taiwanischen Herstellers Kymco.
Die Roller sind mit einem 50-cm³-Zweitaktmotor und mit Viertaktmotoren mit 50 cm³ und 125 cm³ erhältlich.

## Modelle
- Agility 50 (4T, ab 2005)
- Agility 125 (ab 2006)
- Agility 125 S (ab 2022)
- Agility MMC 50 (4T)
- Agility RS 50 (2T/4T)
- Agility RS Naked 50 (2T)
- Agility City 50 (ab 2015)
- Agility MMC 125
- Agility City+ 50 (2T)
- Agility City+ 125 (4T, 2014–2017)
- Agility Carry 50
- Agility One 50
- Agility Carry 125i  CBS E5 (2022)